# Kaliumpikrat
Kaliumpikrat ist ein gelbes explosives Pulver mit bitterem Geschmack. Es ist das Kaliumsalz der Pikrinsäure mit Initialsprengstoffeigenschaften wie alle Metallsalze der Pikrinsäure. Löslich ist es in Aceton und Ethanol, in kaltem Wasser löst es sich kaum, es lässt sich dennoch eine Gelbfärbung erkennen, in heißem Wasser löst es sich nur mäßig. Unter einem 2 kg Fallhammer explodiert es mit 50%iger Wahrscheinlichkeit bei einer Fallhöhe von 21 cm.

## Geschichte
Kaliumpikrat wurde schon von Johann Rudolph Glauber dargestellt. Die Tincturia nitri Glauberi, die im 17./18. Jahrhundert medizinische Verwendung fand, war eine alkoholische Lösung von Kaliumpikrat, das Johann Rudolph Glauber aus Wolle und konzentrierter Salpetersäure und nachheriges Neutralisieren mit Pottasche erhalten hatte.

## Gewinnung und Darstellung
Hergestellt werden kann es durch Neutralisation einer wässrigen Pikrinsäurelösung mit Kaliumhydroxid oder durch Reaktion von Pikrinsäure mit Kaliumbicarbonat. Pyrotechnische Verwendung findet es in Mischung mit Kaliumnitrat in Heulsätzen.